# Benedek Mari
Benedek Mari (Budapest, 1960. március 16.–) Jászai Mari-díjas magyar díszlet- és jelmeztervező.

## Életpályája
Szülei: Benedek Árpád (1925–2008) színész, rendező és Ariadna Sesztakova (1926-2018) dramaturg. Fia: Kristóf (1988). 1974–1978 között a Képző- és Iparművészeti Szakközépiskola diákja volt. 1979–1981 között a moszkvai Szurikov Akadémia díszlet- és jelmeztervező szakos hallgatója volt. 1981–1985 között a Magyar Képzőművészeti Főiskola díszlet- és jelmeztervező szakos hallgatója volt. 1986–1987 között a Móricz Zsigmond Színház, 1988–1989 között a Madách Színház, 1990–1991 között a Pécsi Nemzeti Színház, 1994–1998 között, valamint 2009–2011 között a József Attila Színház jelmeztervezője volt. 1999–2001 között a Vígszínházban is tervezett. 2003 óta a Radnóti Miklós Színházban, 2004 óta pedig a Szkéné Színházban dolgozik.
Állandó alkotótársa Zsótér Sándor, Kovalik Balázs, Horváth Csaba és Pintér Béla.

## Színházi munkái
A Színházi adattárban regisztrált bemutatóinak száma: díszlettervezőként: 5; jelmeztervezőként: 198.

### Díszlettervezőként
- Bond: A bolond (A kenyér és szerelem jelenetei) (1986)
- Határ Győző: A patkánykirály (1987)
- Monnot: Irma, te édes (1987)
- Marton Gábor: A Broadway harangja (1994)
- Leigh: La Mancha lovagja (1998)

### Jelmeztervezőként
| - Knott: Várj, míg sötét lesz (1986) - Bond: A bolond (A kenyér és szerelem jelenetei) (1986) - Határ Győző: A patkánykirály (1987) - Monnot: Irma, te édes (1987) - Tolcsvay László: Doctor Herz (1988) - William Shakespeare: Lear (1989, 1993, 2007) - Donizetti: Szerelmi bájital (1990) - Tolcsvay László: Mária evangéliuma (1991) - Forgách András: Vitellius (1991) - Humperdinck: Jancsi és Juliska (1991) - Strauss: A denevér (1992) - William Shakespeare: Hamlet, dán királyfi (1994, 2009) - Pilinszky János: Gyerekek és katonák (1994) - Marton Gábor: A Broadway harangja (1994) - Schiller: Don Carlos (1994, 2012) - Victor Hugo: A király mulat (Rigoletto) (1995) - Verdi: A trubadúr (1995) - Schwab: Népirtás avagy nem funkcionál a májam (1995) - García Lorca: Bernarda Alba háza (1996) - Bernhard: A világjobbító (1996) - Claudel: Az angyali üdvözlet (1996) - Puccini: A köpeny (1996) - Puccini: Gianni Schicchi (1996, 2003) - Esterházy Péter: Búcsúszimfónia (1996) - Zindel: A gammasugarak hatása a százszorszépekre (1996) - Aiszkhülosz: Leláncolt Prométheusz (1996) - Euripidész: Médeia (1996-1997) - Spiró György: Vircsaft (1996) - Goethe: Faust (1996) - Rostand: A sasfiók (1997) - Grimm: Hamupipőke (1997) - Jahnn: III. Richárd megkoronázása (1997) - Miller: Pillantás a hídról (1997) - Hauptmann: Henschel fuvaros (1997) - Csehov: Apátlanul (1997) - Madách Imre: Az ember tragédiája (1997) - Carlo Goldoni: A szmirnai impresszárió (1998) - Beaumarchais: Se villa, se borbély (1998, 2004) - Leigh: La Mancha lovagja (1998) - William Shakespeare: Romeo és Júlia (1998) - Brecht: Rettegés és ínség (1998) - Csehov: Lakodalom (1999) - Brecht: Kispolgárnász (1999) - Ilf-Petrov: Érzéki szenvedély (1999) - William Shakespeare: Pericles, Tyrus hercege (1999) - Fallada: Mi lesz veled, emberke? (1999) - William Shakespeare: Falstaff (1999) - Verdi: Simon Boccanegra (1999, 2002) - Mayenburg: Lángarc (1999) - Britten: Peter Grimes (1999) - Wedekind: A tavasz ébredése (1999) - Churchill: Az iglic (2000) - William Shakespeare: Athéni Timon (2000) - Katona József: Bánk bán (2001, 2007, 2013) - Misima: Sade márkiné (2001) - MacDermot: Hair (2001) - Euripidész: Bakkhánsnők (2001) - Kane: Megtisztulva (2001) - Brecht: A szecsuáni jólélek (2001) - Pintér Béla: Öl-butít (2001) - Hauptman: Patkányok (2001) - William Shakespeare: Titus Andronicus (2001) - Brecht: Galilei élete (2002) - Kane: Szétbombázva (2002) - Puskin: Borisz Godunov (2002) - Pintér Béla: Parasztopera (2002) - Kane: Phaedra (2003) - Friel: Pogánytánc (2003) - Schönberg: Várakozás (2003) - Zemlinsky: A törpe (2003) - Duffy: A világ feleségei (2003) - Ionesco: Különóra (2003) - Ionesco: A kopasz énekesnő (2003) - Brecht: A kaukázusi krétakör (2003) - Pintér Béla: Gyévuska (2003) - Miller: Fejének belseje (Az ügynök halála) (2003) - Wilde: Az ideális férj (2003) - Brecht: Kurázsi mama és gyermekei (2004, 2012) - Britten: A csavar fordul egyet (2004) - Wedekind: Lulu (2004) - Vörösmarty Mihály: Csongor és Tünde (2004) - Ábrahám Pál: Bál a Savoyban (2004) - Schiller: Stuart Mária (2004) - Brecht: Arturo Ui feltartóztatható felemelkedése (2004, 2009) - Pintér Béla: A Sütemények Királynője (2004) - William Shakespeare: III. Richárd (2004) - Kleist: Pentheszileia (2004) | - Scribe: Adrienne (2005) - Csehov: Ványa bácsi (2005) - Bulgakov: A Mester és Margarita (2005) - Pintér Béla: Anyám orra (2005) - Ibsen: Peer Gynt (2005, 2012) - Hamvai Kornél: Castel Felice (2005) - Maeterlinck: A kék madár (2006) - Schimmelpfennig: Nő a múltból (2006) - Racine: Andromaché (2006) - William Shakespeare: Vízkereszt vagy bánom is én... (2006) - Koljada: Szibériai Transz (2006) - Racine: Phaedra (2006) - Pintér Béla: Korcsula (2006) - Wyspiański: Akropolisz (2006) - Chaucer: Canterbury mesék (2006) - Bronte: Jane Eyre (2006) - Pintér Béla: Árva csillag (2007) - Spiró György: Prah (2007) - Pintér Béla: Az őrült, az orvos, a tanítványok és az ördög (2007) - Kraus: Az emberiség végnapjai (2007) - William Shakespeare: A windsori víg nők (2007) - Strauss: Elektra (2007) - Dürrenmatt: Az öreg hölgy látogatása (2007) - Shaw: Warrenné mestersége (2008) - Csehov: Sirály (2008) - Pintér Béla: A démon gyermekei (2008) - Schimmelpfennig: Látogatás apánál (2008) - Feydeau-Hannequin: Fogat fogért (2008) - Koltès: A néger és a kutyák harca (2008) - Schimmelpfennig: Az állatok birodalma (2008) - Carlo Goldoni: A kávéház (2008) - William Shakespeare: A velencei kalmár (2008) - Beethoven: Fidelio (2008) - Osztrovszkij: Farkasok és bárányok (2008) - Stephens: Pornográfia (2008) - Gorkij: Vassza Zseleznova (2008) - Brecht: A kivétel és a szabály (2008) - Gorkij: Éjjeli menedékhely (2009, 2012) - Pintér Béla: A soha vissza nem térő (2009) - Bereményi-Kovács: Apacsok (2009) - Racine: Atália (2009) - Haydn: Orfeusz és Euridiké, avagy a filozófus lelke (2009-2010) - Handel: Xerxes (2009) - Pintér Béla: Párhuzamos óra (2009) - Musset: Lorenzaccio (2009) - Dürrenmatt: A fizikusok (2009) - Euripidész: Oidipusz gyermekei (2009) - Mozart: A varázsfuvola (2009) - Calderón de la Barca: Az élet álom (2010) - Fényes Szabolcs: Maya (2010) - Pintér Béla: Szutyok (2010) - Szálinger Balázs: A tiszta méz (2010) - Cander-Ebb: Chicago (2010) - Boito: Mefistofele (2010) - Térey János: Jeremiás avagy Isten hidege (2010) - Claudel: A selyemcipő (2010) - Babel: Alkony (2010) - Pintér Béla: Tündöklő középszer (2010) - Beaumarchais: Figaró házassága (2010-2011) - Labiche-Michel: Egy olasz szalmakalap (2011) - Wagner: Lohengrin (2011) - Williams: Vágyvillamos (2011) - Jelinek: Mi történt, miután Nóra elhagyta a férjét, avagy a társaságok támaszai (2012) - Térey-Kovács: Protokoll (2012) - Osztrovszkij: Vihar (2012) - Dosztojevszkij: Az 1/2 kegyelmű (2012) - Kisfaludy Károly: Csalódások (2012) - Pintér Béla: A 42. hét (2012) - Goethe: Egmont (2012) - Gogol: Holt lelkek (2013) - Kristóf Ágota: A nagy füzet (2013) - Örkény István: Tóték (2013) - Weöres Sándor: Szent György és a sárkány (2013) - Pintér Béla: Titkaink (2012) - Csehov: Meggyeskert (2013) |

## Filmjei
- A nagy generáció (1985)
- Laura (1986)
- Meteo (1989)
- Zenés TV Színház (2001)
- Posztkatona (2002)
- Kanyaron túl (2002)
- A miskolci boniésklájd (2004)
- Apacsok (2010)
- Terápia (2012)

## Díjai
- Országos színházi találkozó legjobb jelmez díja (1998, 2004)
- Dömötör-díj (1999)
- Színikritikusok Díja (1999, 2001, 2003, 2004, 2010)
- Jászai Mari-díj (2004)